# Phoneyusa rutilata
Phoneyusa rutilata é uma espécie de aranha pertencente à família Theraphosidae (tarântulas).